# Свистягино
Свистягино — деревня в Воскресенском муниципальном районе Московской области. Входит в состав сельского поселения Фединское. Население — 18 чел. (2010).

## География
Деревня Свистягино расположена в юго-западной части Воскресенского района, примерно в 12 км к юго-западу от города Воскресенска. Высота над уровнем моря 151 м. В деревне 5 улиц. Ближайший населённый пункт — деревня Степанщино.

## История
В 1926 году деревня являлась центром Свистягинского сельсовета Чаплыженской волости Бронницкого уезда Московской губернии.
С 1929 года — населённый пункт в составе Воскресенского района Коломенского округа Московской области, с 1930-го, в связи с упразднением округа, — в составе Воскресенского района Московской области.
До муниципальной реформы 2006 года Свистягино входило в состав Степанщинского сельского округа Воскресенского района.

## Население
В 1926 году в деревне проживало 340 человек (140 мужчин, 200 женщин), насчитывалось 64 хозяйства, из которых 63 было крестьянских. По переписи 2002 года — 7 человек (5 мужчин, 2 женщины).
| 1926 | 2002 | 2010 |
| ---- | ---- | ---- |
| 340  | ↘7   | ↗18  |